# Aradus quadrilineatus
Aradus quadrilineatus är en insektsart som beskrevs av Thomas Say 1825. Aradus quadrilineatus ingår i släktet Aradus och familjen barkskinnbaggar. Inga underarter finns listade i Catalogue of Life.